# Boyd (Oregón)
Boyd era un pueblo ubicado en el condado de Wasco en el estado estadounidense de Oregón. Boyd se encuentra ubicada a 9.5 millas al sudeste de The Dalles. El pueblo fue desincorporado en 1955, y ahora sólo se encuentran casas deshabitadas.

## Geografía
Boyd se encuentra ubicado en las coordenadas 45°29′22.1″N 121°4′51.48″O / 45.489472, -121.0809667.